# Гордоны

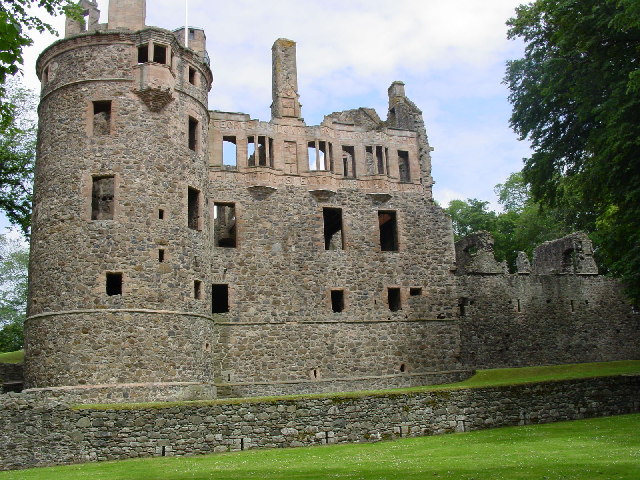
Замок Хантли

Гордоны (англ. Gordon) — шотландский дворянский род и возглавляемый им одноимённый клан, один из важнейших в Северной Шотландии.

## Происхождение
Гордоны ведут своё происхождение от одного из нормандских баронов, прибывших в Англию вместе с Вильгельмом Завоевателем в 1066 году.
В эпоху правления Давида I (1124—1153) один из предков этого рода — рыцарь Ричард — переселился в Шотландию, где получил от короля владение Гордон (гэльск. Gordin («на холме»)) в районе Бервика, в юго-восточной Шотландии. Известно, что Давид I весьма благоволил «южным норманнам» и при нём многие нормандские кланы (аэтты) перебрались из Англии в Шотландию. В источниках Ричард фигурирует как Ричард де Гордон и Ричард оф Гордон. В период 1150—1160 годов он подарил часть своих владений монастырю Св. Марии в Келсо (Kelso). Скончался Ричард де Гордон около 1200 года. Позднее дарственная была подтверждена его сыном Томасом Гордоном.
Сэру Адаму Гордону, одному из сподвижников Роберта Брюса, были пожалованы земли в северо-восточной части страны, конфискованные у графов Атолла. С этого времени начинается присутствие Гордонов в Северной Шотландии, постепенно все более и более заметное. В 1388 году сэр Джон Гордон во главе клана бился с англичанами при Оттерберне. Англичане потерпели поражение, но сэр Джон Гордон был убит. Его сын, сэр Адам Гордон 14 сентября 1402 года был убит во главе клана в битве при Хомильдон-Хилле. Его единственная дочь Элизабет Гордон, последняя представительница Гордонов, в начале XV века вышла замуж за Александра Сетона, который принял фамилию жены и стал основателем современного дома Гордонов. Их сын Александр в 1445 году был пожалован титулом графа Хантли в честь замка Гордонов в Бухане. Потомки Александра Гордона стали основными агентами королевской власти в Северной Шотландии. На графов Хантли была возложена обязанность поддержания порядка в северной части страны и подчинения горских кланов центральной власти. Это дало возможность Гордонам значительно увеличить свои владения и превратиться в одну из ключевых аристократических фамилий Шотландского королевства. В XVI—XVII веках Гордоны были лидерами консервативно-католических, а позднее роялистских сил Шотландии. В первой половине XVIII века клан Гордонов активно поддерживал движение якобитов.

## Графы Хантли
- Александр Гордон (умер в 1470), 1-й граф Хантли с 1445 года, сподвижник короля Якова II и участник разгрома дома «Чёрных Дугласов».
- Джордж Гордон (умер в 1501), 2-й граф Хантли с 1470 года, сын предыдущего, участник мятежей баронов против короля Якова III.
- Александр Гордон (умер в 1524), 3-й граф Хантли с 1501 года, сын предыдущего, генерал-лейтенант Северной Шотландии и организатор подавления гэльского восстания 1501—1506 годов.
- Джордж Гордон (умер в 1562), 4-й граф Хантли с 1524 года, внук предыдущего, канцлер Шотландии, один из лидеров консервативно-католической партии в период несовершеннолетия королевы Марии Стюарт.
- Джордж Гордон (умер в 1576), 5-й граф Хантли с 1565 года, сын предыдущего, последовательный сторонник королевы Марии Стюарт и участник гражданских войн в Шотландии.

## Маркизы Хантли

герб маркизов Хантли

- Джордж Гордон (умер в 1636), 6-й граф Хантли с 1576 года, 1-й маркиз Хантли с 1599 года, сын 5-го графа, лидер католической партии и движения «северных графов» против пресвитерианского правления Якова VI.
- Джордж Гордон (умер в 1649), 2-й маркиз Хантли с 1636 года, сын предыдущего, последовательный сторонник короля Карла I и лидер шотландских роялистов в период Английской революции, казнен по приказу парламента.
- Льюис Гордон (умер в 1653), 3-й маркиз Хантли с 1651 года, сын предыдущего.

## Герцоги Гордон
- Джордж Гордон (умер в 1716), 4-й маркиз Хантли с 1653 года, 1-й герцог Гордон с 1684 года, сын 4-го маркиза, якобит, противник «Славной революции».
- Александр Гордон (умер в 1728), 2-й герцог Гордон и 5-й маркиз Хантли с 1716 года, сын предыдущего.
- Козмо Гордон (умер в 1752), 3-й герцог Гордон и 6-й маркиз Хантли с 1728 года, сын предыдущего.
- Александр Гордон (умер в 1827), 4-й герцог Гордон и 7-й маркиз Хантли с 1752 года, сын предыдущего, полководец, участник Войны за независимость США.
- Джордж Гордон (умер в 1836), 5-й герцог Гордон и 8-й маркиз Хантли с 1827 года, сын предыдущего, полководец в эпоху войн с революционной Францией.

Со смертью Джорджа Гордона пресеклась линия герцогов Гордон. Современные маркизы Хантли представляют собой потомков боковой линии Гордонов.

## Маркизы Хантли
- Джордж Гордон (1761—1853), 9-й маркиз Хантли с 1836 года, единственный сын Чарльза Гордона, 4-го графа Абойна (1726—1794)
- Чарльз Гордон (1792—1863), 10-й маркиз Хантли с 1853 года, старший сын предыдущего
- Чарльз Гордон (1847—1937), 11-й маркиз Хантли с 1863 года, старший сын предыдущего
- Дуглас Гордон (1908—1987), 12-й маркиз Хантли с 1937 года, старший сын подполковника Гренвиля Сесила Дугласа Гордона (1883—1930), внучатый племянник предыдущего
- Гренвиль Гордон (родился в 1944), 13-й маркиз Хантли с 1987 года, единственный сын предыдущего
  - Наследник: Аластер Гордон, граф Абойн (родился в 1973), единственный сын предыдущего
    - Второй наследник: Козмо Аластер Гордон, лорд Стратхавон (родился в 2009), единственный сын предыдущего.

## Польские дворяне

Герб Гордонов ГЦП II, 56

Генрик Гордон, сын маркиза Хантли, казнённого в 1649 году сторонниками Кромвеля, переселился в Польшу. За отличные заслуги, оказанный им монарху и государству в звании оберштер-лейтенанта польского войска, получил в 1658 году от короля Яна Казимира индигенат на права польского дворянства, причём утверждён и его фамильный герб. Его потомки внесены в родословные книги дворян Царства Польского.
Герб Гордон
На щите в серебряном поле, подобный щиток с золотой окраиной; в щитке, в голубом поле, чёрный лев, влево оборотившийся. В навершии шлема дворянская корона.

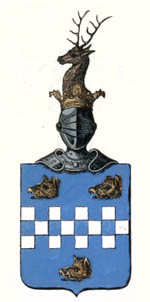
Герб Быдант Польских Гордонов ГЦП I, 113

Георг Гордон, польской службы майор, происходивший из другой отрасли древнего рода Гордонов, получил польский индигенат в 1673 г. и принял герб Брохвич IV. Его потомство внесено в VI часть родословной книги Волынской и Подольской губерний.
Родоначальник другой ветви, принявшей герб Быдант (pl:Bydant), Петр Гордон, суперинтендент Краковский, в награду заслуг возведен в Польские дворяне Сеймовым постановлением 1768 года; грамота же на дворянство, с дозволением употреблять прежний фамильный герб, пожалована Королём Станиславом Августом потомкам упомянутого Петра Гордона в 1783 году.
Герб Быдант
В голубом поле шахматный, белый с голубым пояс; над ним две кабаньи головы золотая, вправо, а под ним одна такая же голова. В навершии шлема выходящий олень, вправо.
Герб Льва Гордон внесен в Часть 19 Общего гербовника дворянских родов Всероссийской империи, стр. 98.